# Michael Spatz
Michael Spatz (* 25. November 1982 in Mannheim) ist ein ehemaliger deutscher Handballspieler und Sportfunktionär.

## Karriere

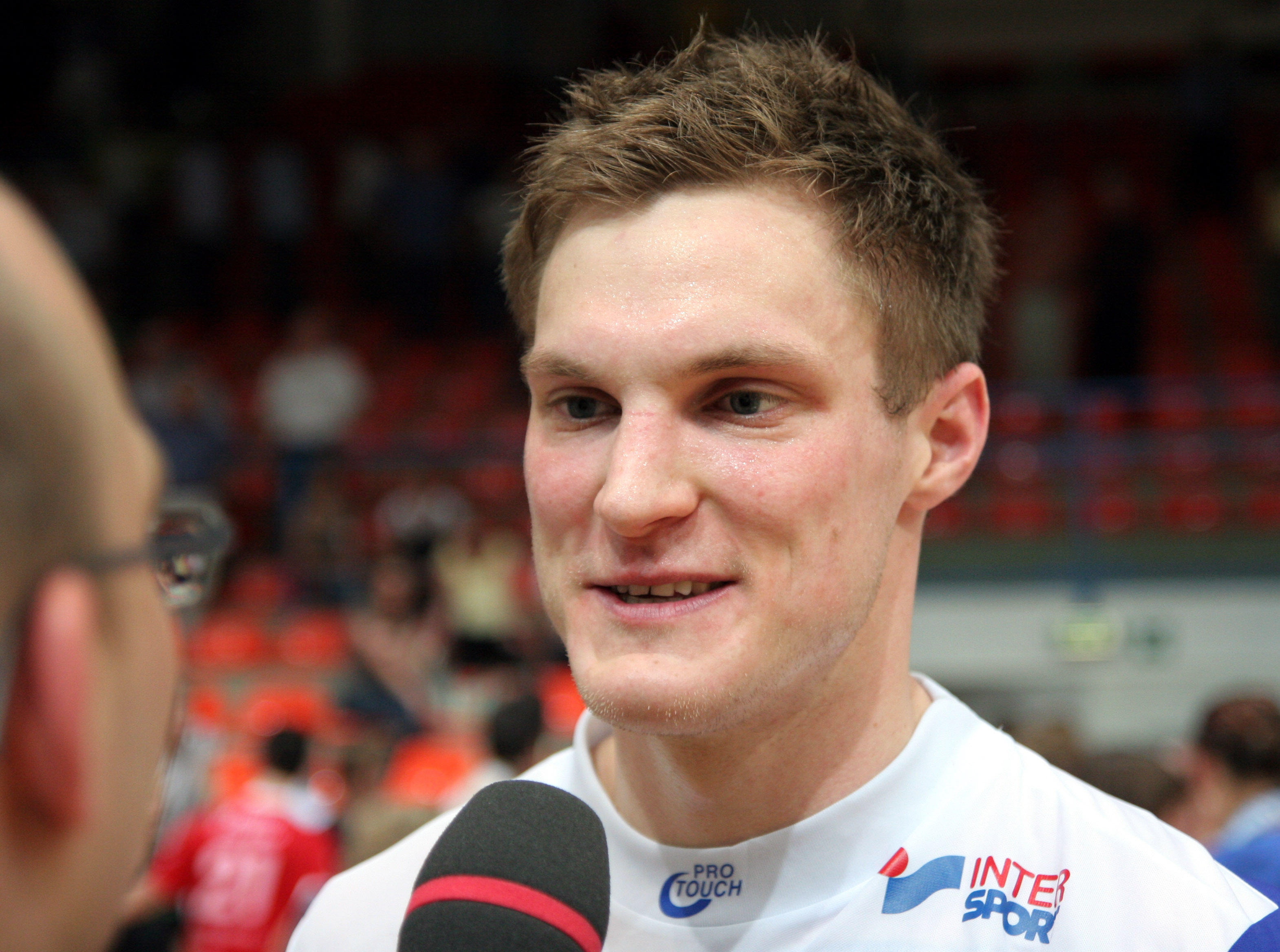
Michael Spatz, am 14. Mai 2008 im Interview
nach dem Spiel gegen den VfL Gummersbach

Im Alter von fünf Jahren kam Michael Spatz beim TSV Birkenau zum Handballspiel. Dem Verein blieb er bis 1996 treu, als er zur benachbarten SG Leutershausen wechselte. In Leutershausen kam er 2001 in die erste Männermannschaft, die damals in der 2. Handball-Bundesliga spielte. Zu diesem Zeitpunkt spielte er auch in der Junioren-Nationalmannschaft, für die er in 27 Spielen 73 Tore erzielte. In Leutershausen blieb er bis 2003, dann wechselte er zum VfL Gummersbach. Den verließ er 2007 und Spatz ging zum TV Großwallstadt. In der Saison 2015/16 stand er beim TVB 1898 Stuttgart unter Vertrag. Nach dieser Saison verließ Spatz den TVB und schloss sich seinem ehemaligen Verein TV Großwallstadt an.
Spatz bestritt zwölf Länderspiele für die deutsche Handballnationalmannschaft.
Spatz studierte an der Deutschen Sporthochschule Köln, hat das Studium allerdings nicht abgeschlossen. An der Fachhochschule Ansbach studierte er Internationales Management. Neben seiner Tätigkeit als Handballspieler war er als Prozessmanager in der Unternehmensentwicklung angestellt. Spatz arbeitet bei einer Unternehmensberatung in Aschaffenburg. Von Dezember 2016 bis September 2017 war er Vorsitzender der TVG-Junioren-Akademie.
Spatz erzielte für den TV Großwallstadt bisher mehr als 2000 Tore. Die Marke überschritt er in der Saison 2018/2019.
Die Spielzeit 2011/12 war ebenfalls eine „Rekord-Saison“, als Spatz als Spieler in der 1. Bundesliga-Mannschaft insgesamt 210 Tore erzielte. Kein anderer Akteur hat für den TVG in der 1. Liga in einer Saison mehr Treffer erzielt als Spatz damals.
Spatz beendet nach der Saison 2019/20 seine Karriere und wird daraufhin Teammanager beim TV Großwallstadt.
Aufgrund der langen Verletzungspause von Rechtsaußen Pierre Busch wurde Spatz Anfang 2021 für die Rückrunde wieder als aktiver Spieler reaktiviert. Nach der abgelaufenen Saison 2020/21 gab der TVG bekannt, dass Spatz' Rückennummer 2 zu Ehren des Spielers nicht mehr vergeben wird.
Spatz ist seit der Rückrunde 2021/22 als hauptamtlicher Geschäftsführer beim TV Großwallstadt tätig. Im Dezember 2023 wurde er wegen zahlreicher Spielerausfälle erneut reaktiviert.

## Privates
Spatz war mit der Handballspielerin Laura Schmitt verheiratet.